# Relhaniinae
 Relhaniinae   Less., 1831 è una sottotribù di piante angiosperme dicotiledoni della tribù Gnaphalieae (famiglia Asteraceae - sottofamiglia Asteroideae).

## Etimologia
Il nome scientifico della sottotribù è stato definito dal botanico Less. (1809-1862) nella pubblicazione " Linnaea 6: 232 " del 1831.

## Descrizione

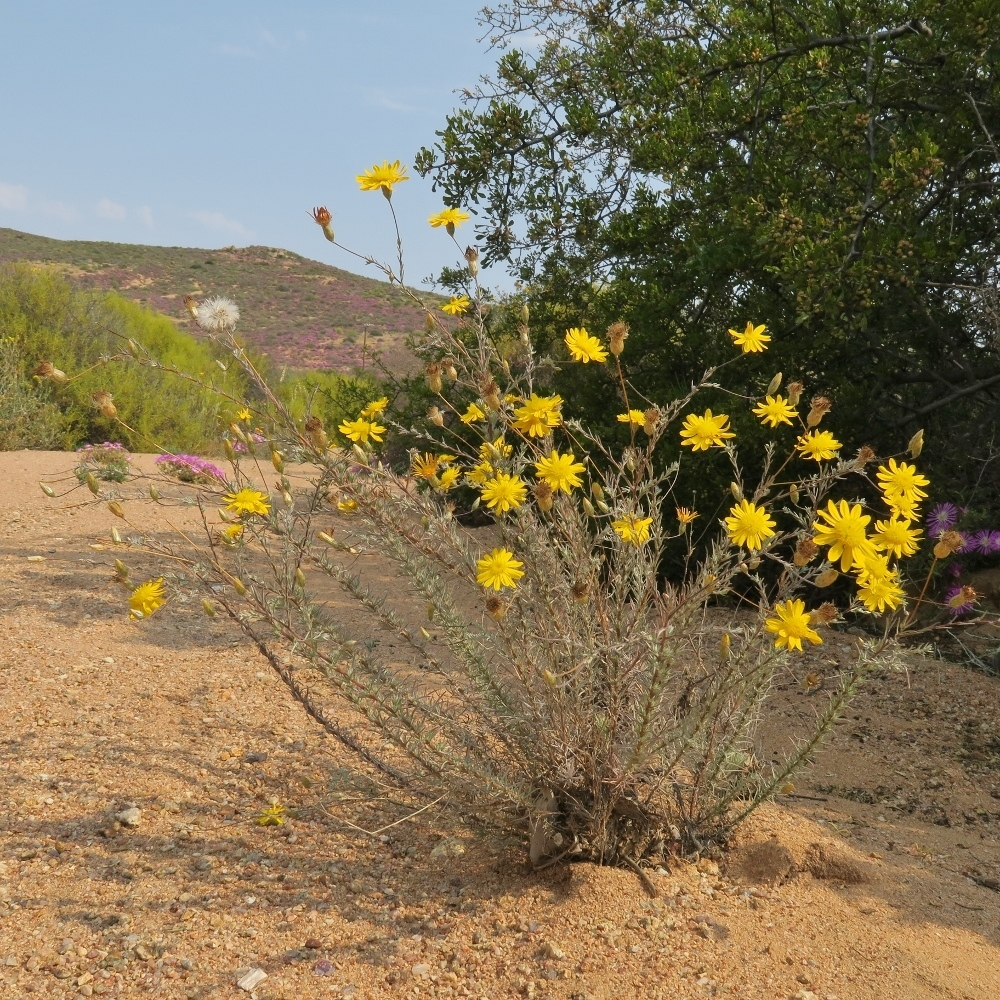
Il portamento
Leysera gnaphalodes

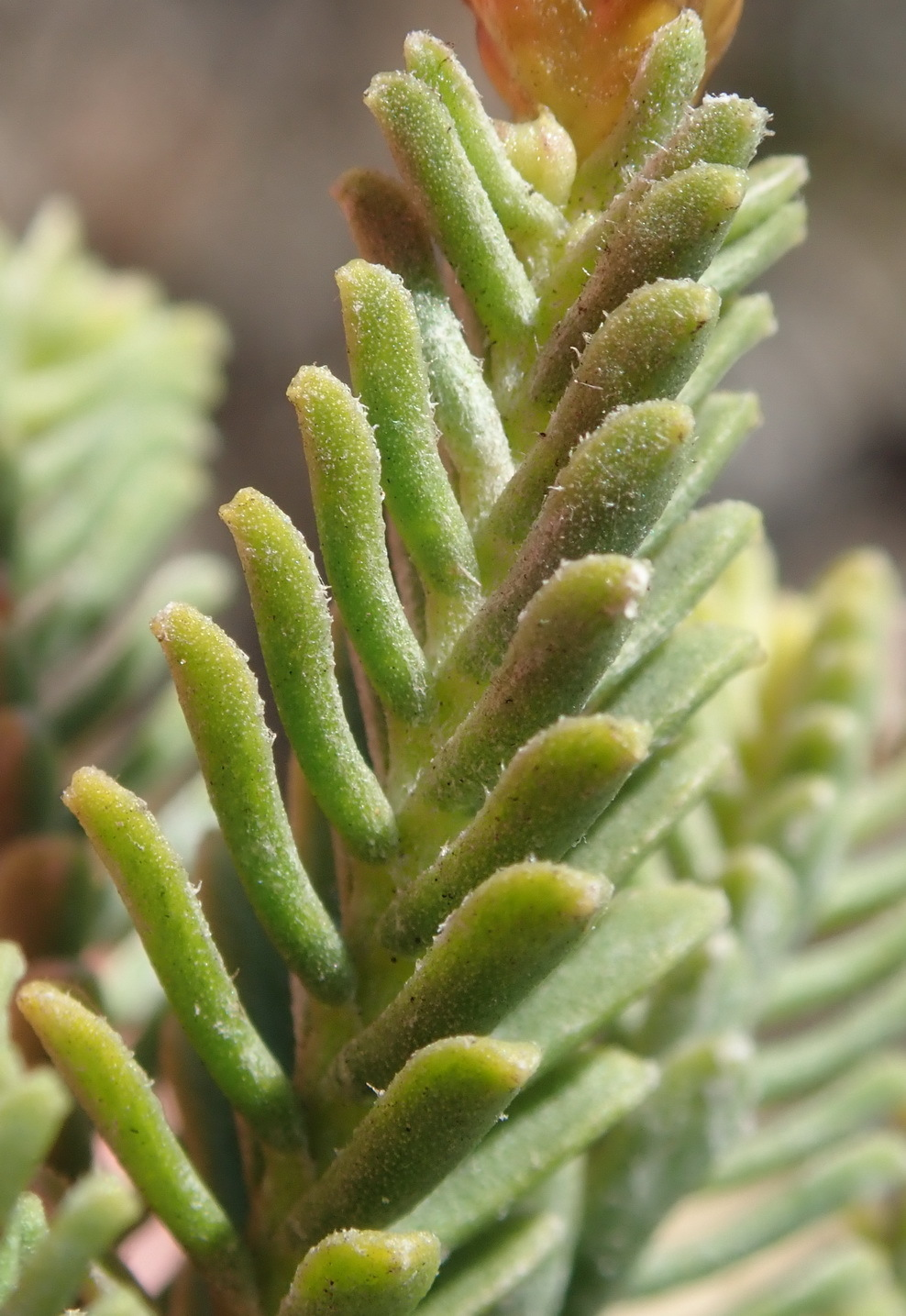
Le foglie
Oedera uniflora

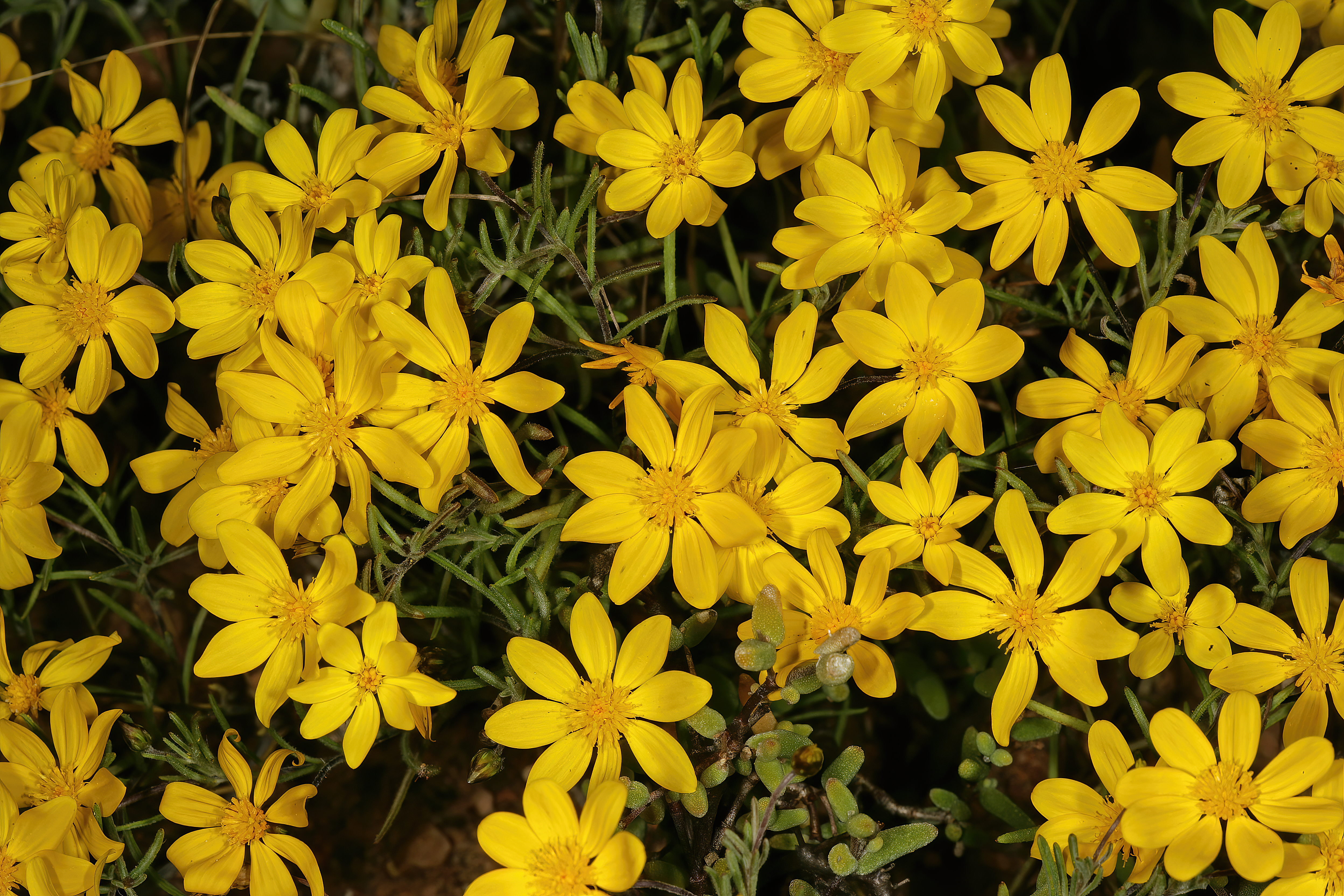
Infiorescenza
Rhynchopsidium pumilum

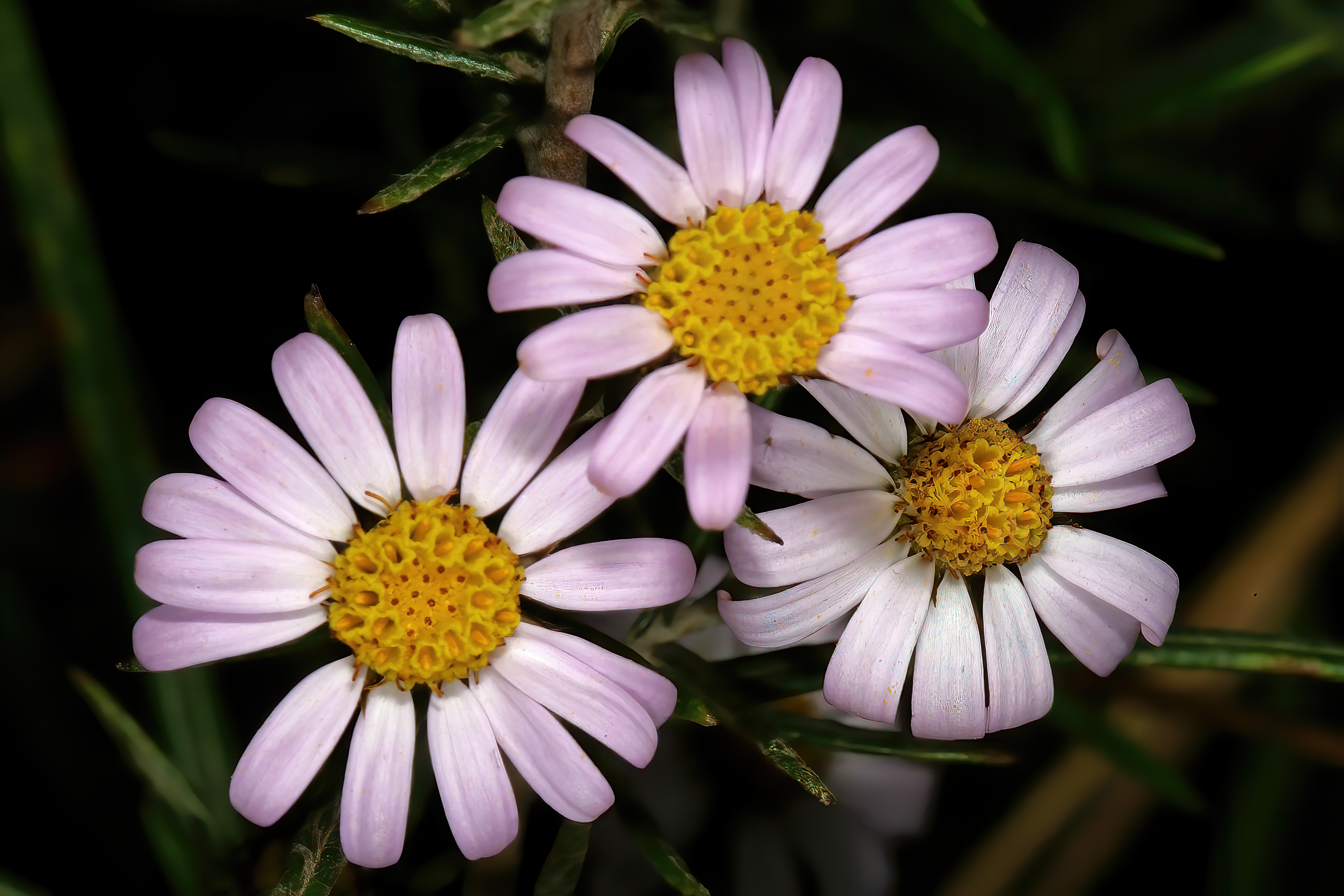
I fiori
Athrixia elata

Habitus. Le specie di questo genere hanno un habitus di tipo sub-arbustivo o arbustivo (raramente erbaceo annuale o perenne). I cauli di queste piante sono provvisti del floema, ma non di canali resiniferi; mentre i sesquiterpeni lattoni sono normalmente assenti (piante senza lattice).
Fusto. La parte aerea in genere è eretta, semplice o ramosa.
Foglie. Le foglie in genere sono disposte in modo alternato (ma anche opposto) e in genere sono sessili. Spesso sono di tipo ericoide. La lamina è intera con forme da lineari a lanceolate; i margini sono continui o sono denticolati oppure revoluti o involuti altrimenti sono piatti. Spesso la superficie è tomentosa o lanosa (in particolare quella inferiore) oppure è ghiandoloso-pubescente (quella adassiale è semplicemente pubescente). Le foglie a volte sono solcate.
Infiorescenza. Le sinflorescenze sono sia scapose che composte da alcuni capolini raccolti in formazioni corimbose. Le infiorescenze vere e proprie sono formate da un capolino terminale peduncolato di tipo discoide o sub-radiato (con fiori omogami) o disciforme (con fiori eterogami). I capolini sono formati da un involucro, con forme più o meno cilindriche, composto da diverse brattee, al cui interno un ricettacolo fa da base ai fiori. Le brattee, spesso brunastre, glabre o pelose e a consistenza cartacea, sono disposte in modo più o meno embricato su più serie e possono essere connate alla base (strati di stereoma indiviso); talora possono avere un margine ialino oppure apici acuti quasi aristati. Il ricettacolo è nudo ossia senza pagliette a protezione della base dei fiori (in molti casi quest'ultime sono presenti); la forma è generalmente piatta.
Fiori. I fiori sono tetra-ciclici (formati cioè da 4 verticilli: calice – corolla – androceo – gineceo) e pentameri (calice e corolla formati da 5 elementi). Sono inoltre tubulosi, attinomorfi e si distinguono in:
- fiori del disco esterni: sono molti (in genere oltre 100) su 1 – 3 serie; sono femminili e filiformi o sub-radiati (con forme ligulate);
- fiori del disco centrali: sono pochi (da 1 a 10); sono ermafroditi oppure talvolta sono funzionalmente maschili.

In questo gruppo di piante i fiori radiati (ligulati o del raggio) sono assenti; a volte sono confusi con i fiori femminili (tubulosi) del disco esterno più o meno sub-zigomorfi con un lembo piatto e possono essere interpretati come fiori del raggio.
- Formula fiorale:

*/x K {\displaystyle \infty }, [C (5), A (5)], G 2 (infero), achenio
- Calice: i sepali del calice sono ridotti ad una coroncina di squame.
- Corolla: la forma della corolla normalmente è tubolare con 5 lobi (raramente 4); i lobi hanno una forma deltata o più o meno lanceolata. I colori della corolla sono giallo, violaceo, bianco o rosso.
- Androceo: l'androceo è formato da 5 stami sorretti da filamenti generalmente liberi; gli stami sono connati e formano un manicotto circondante lo stilo; le teche (produttrici del polline) sono prive di sperone, ma hanno la coda (una sola); le appendici apicali delle antere hanno delle forme piatte; il tessuto endoteciale (rivestimento interno dell'antera) è quasi sempre polarizzato (con due superfici distinte: una verso l'esterno e una verso l'interno). Il polline è di tipo echinato (con punte sporgenti) a forma sferica è formato inoltre da due strati di ectesine, mentre lo strato basale è spesso e regolarmente perforato (tipo “gnafaloide”).[6]
- Gineceo: l'ovario è infero uniloculare formato da 2 carpelli. Lo stilo (il recettore del polline) è intero o biforcato con due stigmi nella parte apicale. Gli stigmi hanno una forma variabile ma generalmente troncata o ottusa; possono essere ricoperti da minute papille o avere dei penicilli apicali o dorsali. Le superfici stigmatiche sono separate (eventualmente confluenti apicalmente).[6]

Frutti. I frutti sono degli acheni con pappo. Gli acheni sono piccoli a forma variabile da oblunga a obovoidale ma anche cilindrica; la superficie è ricoperta di peli doppi e allungati; il pericarpo può essere percorso longitudinalmente da 2 – 5 fasci vascolari. Il pappo in genere ridotto, è formato da setole capillari (piumose o barbate), occasionalmente può essere formato da scaglie (raramente un miscuglio di setole e scaglie) oppure può essere assente.

## Biologia
Impollinazione: l'impollinazione avviene tramite insetti (impollinazione entomogama tramite farfalle diurne e notturne).

Riproduzione: la fecondazione avviene fondamentalmente tramite l'impollinazione dei fiori (vedi sopra).

Dispersione: i semi (gli acheni) cadendo a terra sono successivamente dispersi soprattutto da insetti tipo formiche (disseminazione mirmecoria). In questo tipo di piante avviene anche un altro tipo di dispersione: zoocoria. Infatti gli uncini delle brattee dell'involucro (se presenti) si agganciano ai peli degli animali di passaggio disperdendo così anche su lunghe distanze i semi della pianta. Inoltre per merito del pappo il vento può trasportare i semi anche a distanza di alcuni chilometri (disseminazione anemocora).

## Distribuzione e habitat
La distribuzione di questa sottotribù è soprattutto sudafricana, ma anche Africa meridionale e settentrionale, Madagascar e regione mediterranea (per alcune specie anche Asia occidentale).

## Tassonomia
La famiglia di appartenenza di questa voce (Asteraceae o Compositae, nomen conservandum) probabilmente originaria del Sud America, è la più numerosa del mondo vegetale, comprende oltre 23.000 specie distribuite su 1.535 generi, oppure 22.750 specie e 1.530 generi secondo altre fonti (una delle checklist più aggiornata elenca fino a 1.679 generi). La famiglia attualmente (2021) è divisa in 16 sottofamiglie; la sottofamiglia Asteroideae è una di queste e rappresenta l'evoluzione più recente di tutta la famiglia.

### Filogenesi
Il gruppo di questa voce è descritto nella tribù Gnaphalieae (una delle 21 tribù della sottofamiglia Asteroideae). Da un punto di vista filogenetico, la tribù Gnaphalieae fa parte del supergruppo (o sottofamiglia) "Asteroideae grade"; l'altro è il supergruppo "Non-Asteroideae" contenente il resto delle sottofamiglie delle Asteraceae. All'interno del supergruppo è vicina alle tribù Senecioneae, Calenduleae, Astereae e Anthemideae.
La sottotribù Relhaniinae (Relhania Clade) è un gruppo formalmente riconosciuto appartenente alla grande tribù delle Gnaphalieae. La sua posizione è "basale" ed è "sorella" al resto della tribù. La sottotribù è caratterizzata dall'avere un pappo ridotto, le foglie con pubescenza adassiale (la parte abassiale è ricoperta da ghiandole puntate) e solcate, i capolini solitari e i cromosomi diploidi con numero 14. Relhaniinae, da un punto di vista filogenetico, è divisa in due cladi. Il primo clade (Clade I), caratterizzato dai margini delle foglie incisi e da un involucro costituito da un maggior numero di brattee disposte in più serie, e con gli apici acuti, quasi aristati, è composto dai generi Alatoseta, Athrixia, Lepidostephium, Pentatrichia e Phagnalon; il secondo clade (Clade II), caratterizzato da foglie intere e prive di denti, è diviso in due subcladi: "Arrowsmithia/Macowania Clade" con i generi Arrowsmithia, Fluminaria (con foglie revolute e generalmente ricoperte di feltro bianco abassialmente) e il "Cape Clade" con i generi Leysera, Nestlera, Oedera e Rhynchopsidium  (foglie evolventi o raramente con margini piatti e di solito ricoperte di feltro bianco adassialmente).
Da un punto di vista evolutivo il gruppo Relhaniinae si è separato dalle "gnaphalie" all'inizio dell'Oligocene circa 34 milioni di anni fa.
Il cladogramma seguente, tratto dallo studio citato e semplificato, mostra una possibile configurazione filogenetica della sottotribù evidenziando la posizione di alcuni generi di questa voce.
|  | Alatoseta |
|  |           |
|  | Athrixia  |
|  |           |

|  | Phagnalon    |
|  |              |
|  | Pentatrichia |
|  |              |

|  | Alatoseta |
|  |           |
|  | Athrixia  |
|  |           |

|  | Phagnalon    |
|  |              |
|  | Pentatrichia |
|  |              |

|  | Fluminaria   |
|  |              |
|  | Arrowsmithia |
|  |              |

|  | Nestlera                                                   |
|  |                                                            |
|  | \| \| Rhynchopsidium \| \| \| \| \| \| Leysera \| \| \| \| |
|  |                                                            |
|  | Rhynchopsidium                                             |
|  |                                                            |
|  | Leysera                                                    |
|  |                                                            |

|  | Rhynchopsidium |
|  |                |
|  | Leysera        |
|  |                |

|  | Nestlera                                                   |
|  |                                                            |
|  | \| \| Rhynchopsidium \| \| \| \| \| \| Leysera \| \| \| \| |
|  |                                                            |
|  | Rhynchopsidium                                             |
|  |                                                            |
|  | Leysera                                                    |
|  |                                                            |

|  | Rhynchopsidium |
|  |                |
|  | Leysera        |
|  |                |

|  | Fluminaria   |
|  |              |
|  | Arrowsmithia |
|  |              |

|  | Nestlera                                                   |
|  |                                                            |
|  | \| \| Rhynchopsidium \| \| \| \| \| \| Leysera \| \| \| \| |
|  |                                                            |
|  | Rhynchopsidium                                             |
|  |                                                            |
|  | Leysera                                                    |
|  |                                                            |

|  | Rhynchopsidium |
|  |                |
|  | Leysera        |
|  |                |

|  | Nestlera                                                   |
|  |                                                            |
|  | \| \| Rhynchopsidium \| \| \| \| \| \| Leysera \| \| \| \| |
|  |                                                            |
|  | Rhynchopsidium                                             |
|  |                                                            |
|  | Leysera                                                    |
|  |                                                            |

|  | Rhynchopsidium |
|  |                |
|  | Leysera        |
|  |                |

|  | Alatoseta |
|  |           |
|  | Athrixia  |
|  |           |

|  | Phagnalon    |
|  |              |
|  | Pentatrichia |
|  |              |

|  | Alatoseta |
|  |           |
|  | Athrixia  |
|  |           |

|  | Phagnalon    |
|  |              |
|  | Pentatrichia |
|  |              |

|  | Fluminaria   |
|  |              |
|  | Arrowsmithia |
|  |              |

|  | Nestlera                                                   |
|  |                                                            |
|  | \| \| Rhynchopsidium \| \| \| \| \| \| Leysera \| \| \| \| |
|  |                                                            |
|  | Rhynchopsidium                                             |
|  |                                                            |
|  | Leysera                                                    |
|  |                                                            |

|  | Rhynchopsidium |
|  |                |
|  | Leysera        |
|  |                |

|  | Nestlera                                                   |
|  |                                                            |
|  | \| \| Rhynchopsidium \| \| \| \| \| \| Leysera \| \| \| \| |
|  |                                                            |
|  | Rhynchopsidium                                             |
|  |                                                            |
|  | Leysera                                                    |
|  |                                                            |

|  | Rhynchopsidium |
|  |                |
|  | Leysera        |
|  |                |

|  | Fluminaria   |
|  |              |
|  | Arrowsmithia |
|  |              |

|  | Nestlera                                                   |
|  |                                                            |
|  | \| \| Rhynchopsidium \| \| \| \| \| \| Leysera \| \| \| \| |
|  |                                                            |
|  | Rhynchopsidium                                             |
|  |                                                            |
|  | Leysera                                                    |
|  |                                                            |

|  | Rhynchopsidium |
|  |                |
|  | Leysera        |
|  |                |

|  | Nestlera                                                   |
|  |                                                            |
|  | \| \| Rhynchopsidium \| \| \| \| \| \| Leysera \| \| \| \| |
|  |                                                            |
|  | Rhynchopsidium                                             |
|  |                                                            |
|  | Leysera                                                    |
|  |                                                            |

|  | Rhynchopsidium |
|  |                |
|  | Leysera        |
|  |                |

|  | Alatoseta |
|  |           |
|  | Athrixia  |
|  |           |

|  | Phagnalon    |
|  |              |
|  | Pentatrichia |
|  |              |

|  | Alatoseta |
|  |           |
|  | Athrixia  |
|  |           |

|  | Phagnalon    |
|  |              |
|  | Pentatrichia |
|  |              |

|  | Fluminaria   |
|  |              |
|  | Arrowsmithia |
|  |              |

|  | Nestlera                                                   |
|  |                                                            |
|  | \| \| Rhynchopsidium \| \| \| \| \| \| Leysera \| \| \| \| |
|  |                                                            |
|  | Rhynchopsidium                                             |
|  |                                                            |
|  | Leysera                                                    |
|  |                                                            |

|  | Rhynchopsidium |
|  |                |
|  | Leysera        |
|  |                |

|  | Nestlera                                                   |
|  |                                                            |
|  | \| \| Rhynchopsidium \| \| \| \| \| \| Leysera \| \| \| \| |
|  |                                                            |
|  | Rhynchopsidium                                             |
|  |                                                            |
|  | Leysera                                                    |
|  |                                                            |

|  | Rhynchopsidium |
|  |                |
|  | Leysera        |
|  |                |

|  | Fluminaria   |
|  |              |
|  | Arrowsmithia |
|  |              |

|  | Nestlera                                                   |
|  |                                                            |
|  | \| \| Rhynchopsidium \| \| \| \| \| \| Leysera \| \| \| \| |
|  |                                                            |
|  | Rhynchopsidium                                             |
|  |                                                            |
|  | Leysera                                                    |
|  |                                                            |

|  | Rhynchopsidium |
|  |                |
|  | Leysera        |
|  |                |

|  | Nestlera                                                   |
|  |                                                            |
|  | \| \| Rhynchopsidium \| \| \| \| \| \| Leysera \| \| \| \| |
|  |                                                            |
|  | Rhynchopsidium                                             |
|  |                                                            |
|  | Leysera                                                    |
|  |                                                            |

|  | Rhynchopsidium |
|  |                |
|  | Leysera        |
|  |                |

|  | Alatoseta |
|  |           |
|  | Athrixia  |
|  |           |

|  | Phagnalon    |
|  |              |
|  | Pentatrichia |
|  |              |

|  | Alatoseta |
|  |           |
|  | Athrixia  |
|  |           |

|  | Phagnalon    |
|  |              |
|  | Pentatrichia |
|  |              |

|  | Fluminaria   |
|  |              |
|  | Arrowsmithia |
|  |              |

|  | Nestlera                                                   |
|  |                                                            |
|  | \| \| Rhynchopsidium \| \| \| \| \| \| Leysera \| \| \| \| |
|  |                                                            |
|  | Rhynchopsidium                                             |
|  |                                                            |
|  | Leysera                                                    |
|  |                                                            |

|  | Rhynchopsidium |
|  |                |
|  | Leysera        |
|  |                |

|  | Nestlera                                                   |
|  |                                                            |
|  | \| \| Rhynchopsidium \| \| \| \| \| \| Leysera \| \| \| \| |
|  |                                                            |
|  | Rhynchopsidium                                             |
|  |                                                            |
|  | Leysera                                                    |
|  |                                                            |

|  | Rhynchopsidium |
|  |                |
|  | Leysera        |
|  |                |

|  | Fluminaria   |
|  |              |
|  | Arrowsmithia |
|  |              |

|  | Nestlera                                                   |
|  |                                                            |
|  | \| \| Rhynchopsidium \| \| \| \| \| \| Leysera \| \| \| \| |
|  |                                                            |
|  | Rhynchopsidium                                             |
|  |                                                            |
|  | Leysera                                                    |
|  |                                                            |

|  | Rhynchopsidium |
|  |                |
|  | Leysera        |
|  |                |

|  | Nestlera                                                   |
|  |                                                            |
|  | \| \| Rhynchopsidium \| \| \| \| \| \| Leysera \| \| \| \| |
|  |                                                            |
|  | Rhynchopsidium                                             |
|  |                                                            |
|  | Leysera                                                    |
|  |                                                            |

|  | Rhynchopsidium |
|  |                |
|  | Leysera        |
|  |                |

I seguenti caratteri sono distintivi per la sottotribù:
- il portamento varia da subarbustivo a arbustivo di tipo ericoide;
- le piante sono di tipo ginodioico o monoico;
- i capolini in genere sono eterogami sub-radiati o disciformi;
- i bracci dello stilo sono ottusi o troncati;
- le superfici stigmatiche sono confluenti apicalmente;
- gli acheni spesso si presentano con tricomi allungati;
- il pappo è un misto di setole capillari alternate a scaglie.

### Composizione della sottotribù
La sottotribù comprende 12 generi e 121 specie.

| Genere                      | N. specie                                                  | Distribuzione                                                                                | Caratteri più significativi | Numeri cromosomici | Fiori |
| --------------------------- | ---------------------------------------------------------- | -------------------------------------------------------------------------------------------- | --- | ------------------ | ----- |
| Alatoseta Compton, 1931     | Una specie: Alatoseta tenuis Compton, 1931                 | Sudafrica                                                                                    | Il colore dei fiori esterni varia da blu a porpora. - Il ricettacolo ha le pagliette. - Le squame del pappo sono alate. | 2n = 14            |       |
| Arrowsmithia DC., 1838      | 12                                                         | Sudafrica, Etiopia e Penisola Arabica                                                        | I margini fogliari sono fortemente revoluti. - La superficie delle foglie è bianco-lanosa (più densa sulla superficie abassiale). - Il ricettacolo è privo di pagliette. |                    |       |
| Athrixia Ker Gawl., 1823    | 15                                                         | Africa orientale (dal Sudan al Sudafrica                                                     | Il ciclo biologico delle specie è perenne. - I fiori esterni sono distintamente radiati. - I bracci dello stilo sono pubescenti (dorsalmente e apicalmente). - Il pappo è composto da sottili scaglie seghettate simili a setole barbate alternate a squame corte e strette. | 2n = 14            |       |
| Fluminaria N.G.Berg., 2017  | Una specie: Fluminaria pinifolia (N.E.Br.) N.G.Berg., 2017 | Africa meridionale (KwaZulu-Natal e Lesotho)                                                 | La forma delle foglie è stretta, lineare-subulata, larghe 2,5 mm. - I margini fogliari sono interi ma provvisti di setole fini. - Le ligule dei fiori periferici sono bianche di sopra e rosa di sotto.                                                                      |                    |       |
| Lepidostephium Oliv., 1868  | 2                                                          | Sudafrica                                                                                    | Il portamento di queste specie è rosulato. - I margini delle foglie sono denticolati. - Il ricettacolo è privo di pagliette. | 2n = 14            |       |
| Leysera L., 1763            | 3                                                          | Africa meridionale e settentrionale, in Spagna e nel Medio oriente fino al Pakistan          | I margini fogliari sono piatti. - La copertura delle foglie è bianco-lanosa più fitta sulla faccia adassiale. - Il pappo è formato da alcune scaglie e più o meno 5 setole.                                                                                                  | 2n = 8, 14 e 16    |       |
| Nestlera Spreng, 1818       | Una specie: Nestlera biennis Spreng, 1826                  | Sudafrica                                                                                    | Il ciclo biologico è biennale. - Gli acheni dei fiori centrali sono allungati. | 2n = 10            |       |
| Oedera L., 1771             | 40                                                         | Africa meridionale                                                                           | Il portamento è arbustivo. - Le piante in genere sono glabre. - I margini fogliari sono piatti. | 2n = 14            |       |
| Pentatrichia Klatt, 1895    | 5                                                          | Namibia e Sudafrica                                                                          | I margini delle foglie non sono lobati. - I fiori centrali sono perfetti (ermafroditi). - Gli acheni dei fiori centrali sono uguali o più lunghi della corolla. | 2n = 14            |       |
| Phagnalon Cass., 1819       | 35                                                         | Mediterraneo (dal Portogallo fino all'Himalaya occidentale e dalla Francia fino all'Etiopia) | I margini delle foglie non sono interi. - I capolini sono privi dei fiori del raggio. - La base delle antere è priva di coda. - Le superfici stigmatiche sono separate alla base ma confluenti all'apice. - Il pappo comprende una singola serie di setole barbellate.       | 2n = 18            |       |
| Rhynchopsidium DC., 1836    | 2                                                          | Sudafrica                                                                                    | Il ciclo biologico delle specie è annuale. - I margini fogliari sono piatti. - La copertura delle foglie è bianco-lanosa più fitta sulla faccia adassiale. - I fiori esterni sono gialli con bande purpuree.                                                                 | 2n = 10            |       |
| Aliella Qaiser & Lack, 1986 | 4                                                          | Marocco                                                                                      | Le sinflorescenze sono formate più o meno da capolini solitari. - I fiori esterni sono filiformi. - Si tratta di un endemismo del Nord-Africa. | 2n = 14 e 18       |       |

### Visione sinottica della sottotribù
L’elenco seguente di alcuni generi di questo clade utilizza in parte il sistema delle chiavi analitiche:
- 1A: i capolini sono privi dei fiori del raggio;

Phagnalon (e Aiella): i capolini sono del tipo disciforme (unici nell'emisfero settentrionale).
Pentatrichia: i capolini sono del tipo discoide (unici nell'Africa meridionale).
- 1B: i capolini sono del tipo sub-radiato;

- 2A: il colore dei fiori esterni è bianco o rosa o entrambi i colori (bianco sopra e rosa sotto);

- 3A: i margini delle foglie sono revoluti; le foglie sono scolorite (sono verdi e più o meno glabre adiassalmente, bianco-tomentose abassialmente);

Alatoseta: il ciclo biologico è annuale; il pappo è formato da esili setole alternate a larghe squame; le pagliette del ricettacolo sono acuminate.
Athrixia (e Lepidostephium): il ciclo biologico è perenne; il pappo è formato da setole seghettate alternate a corte e strette squame; le pagliette del ricettacolo in genere sono assenti.
- 3B: i margini fogliari sono piatti; le foglie non sono scolorite ma verdi su entrambe le superfici;

Pentatrichia: le foglie sono piatte con forme cordate, o da lanceolate a ovate, larghe più di 4 mm; i margini sono incisi (almeno nelle foglie giovani); il colore dei fiori esterni è bianco di sopra e di sotto.
Fluminaria: le foglie sono strette con forme lineari-subulate, larghe meno di 2,5 mm; i margini sono interi ma provvisti di setole; il colore dei fiori esterni è bianco di sopra e rosa di sotto.
- 2B: il colore dei fiori esterni è variabile dal giallo pallido al giallo brillante;

Arrowsmithia: i margini fogliari sono fortemente revoluti; la superficie delle foglie è bianco-lanosa; la nervatura mediana abassiale è ampia, glabra e prominente.
Cape clade (Leysera, Nestlera, Oedera e Rhynchopsidium): i margini fogliari sono piatti o involuti; le foglie sono glabre o, se pelose, la superficie delle foglie è bianco-lanosa e più fitta sulla faccia adassiale.

### Generi della flora spontanea italiana
Nella flora spontanea italiana sono presenti i seguenti generi di questa sottotribù:
Phagnalon
- Phagnalon graecum   Boiss. & Heldr.
- Phagnalon rupestre   (L.) DC. (Scuderi comune)
- Phagnalon saxatile  (L.) Cass. (Scuderi angustifoglio)
- Phagnalon sordidum  (L.) Rchb. (Scuderi tricefalo)